# Signo de Russell

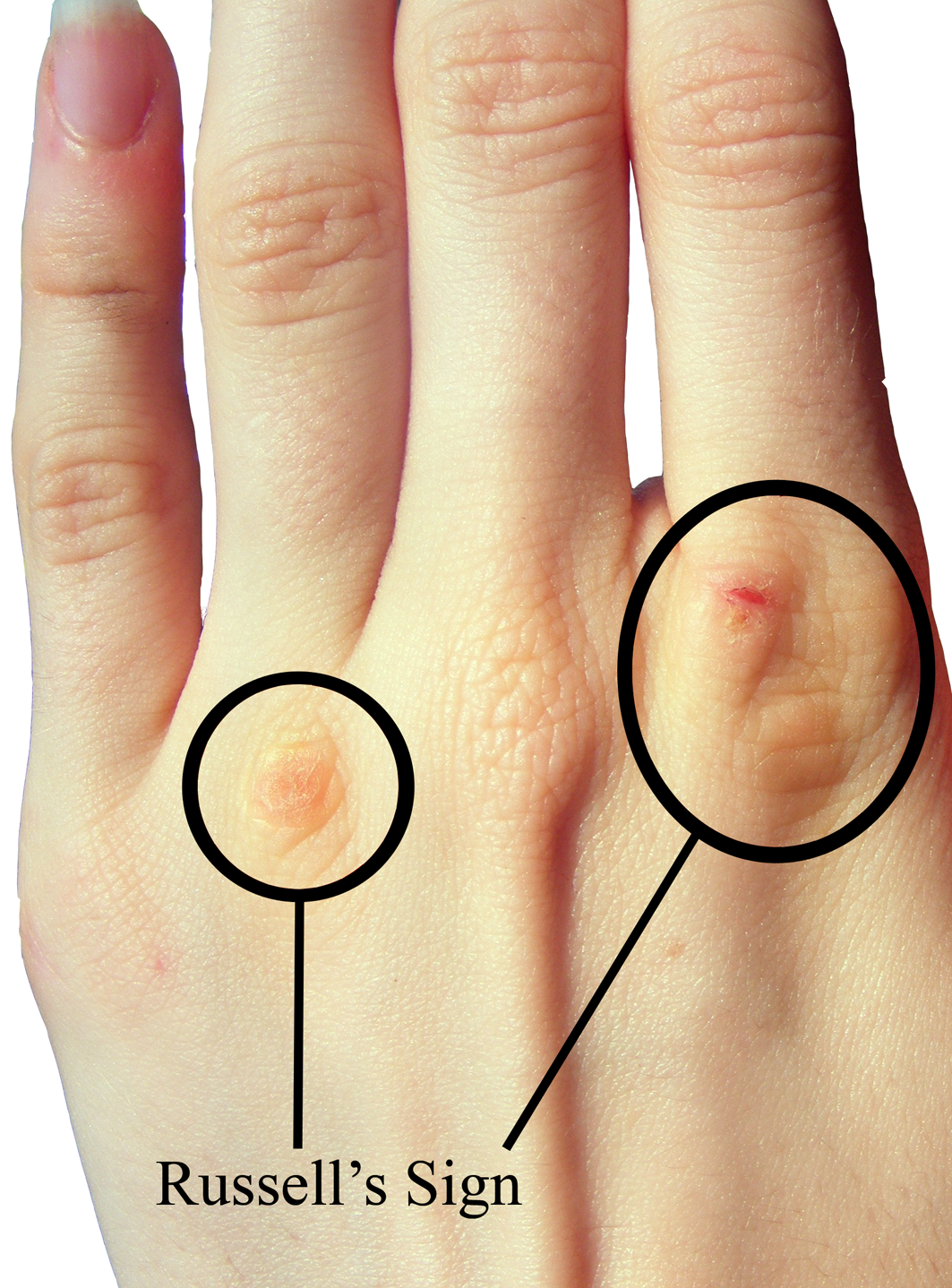
Signo de Russell

Signo de Russell são lesões no dorso da mão, calos ou cicatrizes nas articulações metacarpo-falângicas, como consequência de introduzir a mão na boca para induzir o vômito repetidas vezes por várias semanas. É um signo para o diagnóstico de anorexia ou bulimia purgativa. Seuj nome é uma homenagem ao psiquiatra britânico Gerald Russell.
Não é visível se o(a) paciente usa um objeto para induzir vômito, como a escova de dentes, ou se induz o vômito pressionando o esôfago.
Não confundir com a Síndrome de Silver-Russell, caracterizada por retraso do crescimento de origem pré-natal, face incomum característica e assimetria de membros.